# Domnus II
Domnus II († na 452) was patriarch van Antiochië van 442 tot 449. Hij was een neef van zijn voorganger Johannes I van Antiochië en was goed bevriend met Theodoretus van Cyrrhus. Domnus II werd afgezet tijdens het Concilie van Efeze (449). 

## Context
Sinds decennia  was er onenigheid tussen de School van Antiochië en de School van Alexandrië in verband met de Christologie of meer bepaald de tweenaturenleer.
Het conflict ontstond bij de afzetting van archimandriet Eutyches door de patriarch van Constantinopel Flavianus in 448. Daarop riep keizer Theodosius II van Byzantium het Concilie van Efeze bijeen. Het concilie werd voorgezeten door Dioscorus, patriarch van Alexandrië. De tegenstellingen rezen ten top. Eutyches werd in ere hersteld, patriarch Flavianus werd met geweld uit het concilie verdreven en de aanhangers van de School van Antiochië, Domnus II, Theodoretus van Cyrrhus, Eusebius van Doryleum en Ibas van Edessa werden veroordeeld. Door toedoen van Paus Leo I werd er in 451 het Concilie van Chalcedon gehouden en werden de besluiten van het concilie van 449 verworpen.
Domnus had zich intussen terugtrokken in een klooster van Euthymius de Grote, waar hij uiteindelijk stierf.